# Biķernieki

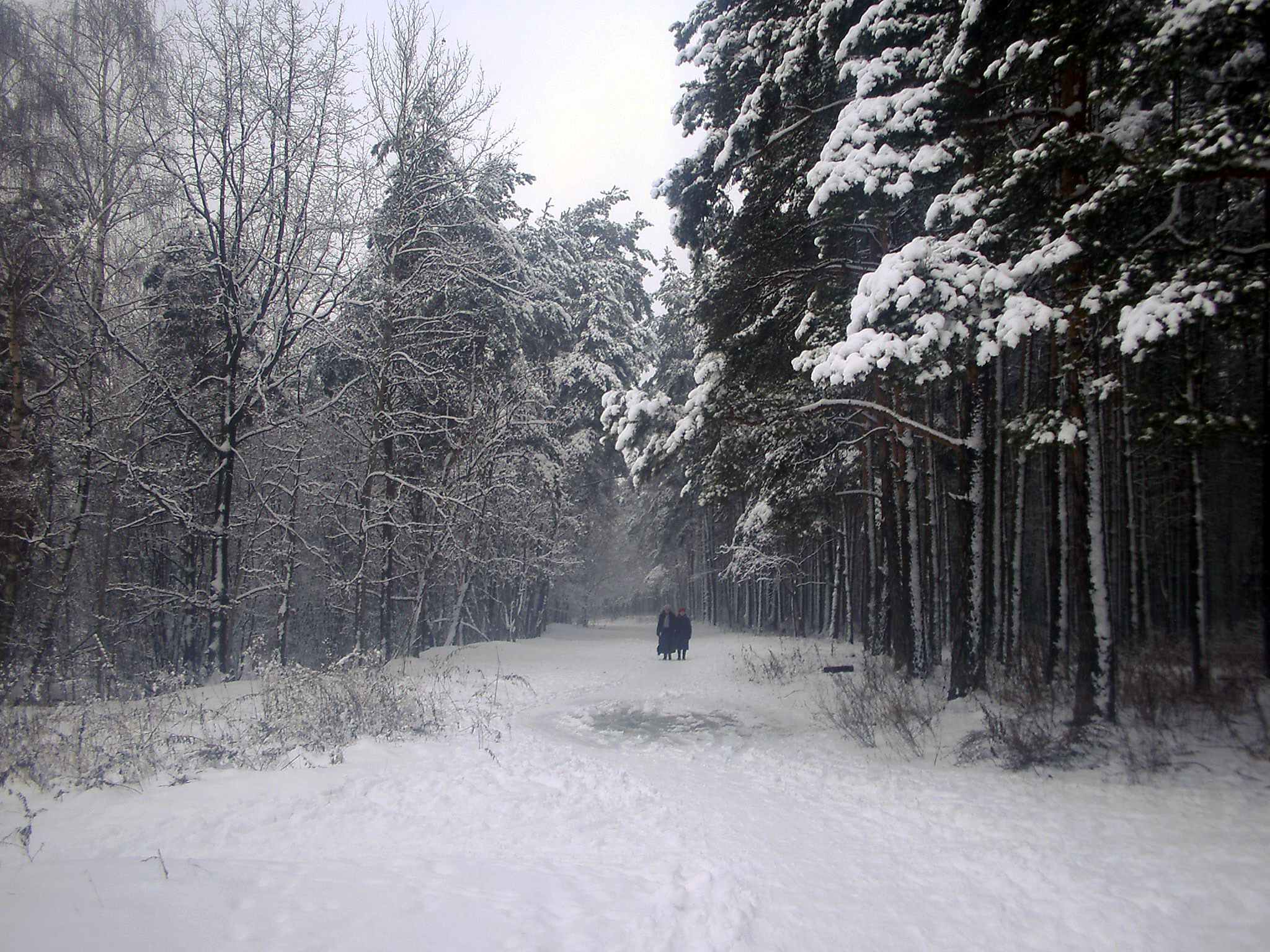
Biķernieki

Biķernieki är ett skogsområde öster om Riga i Lettland. Under Nazitysklands ockupation av Lettland från 1941 till 1944 mördades tiotusentals människor i Biķernieki och begravdes i massgravar.

## Andra världskriget

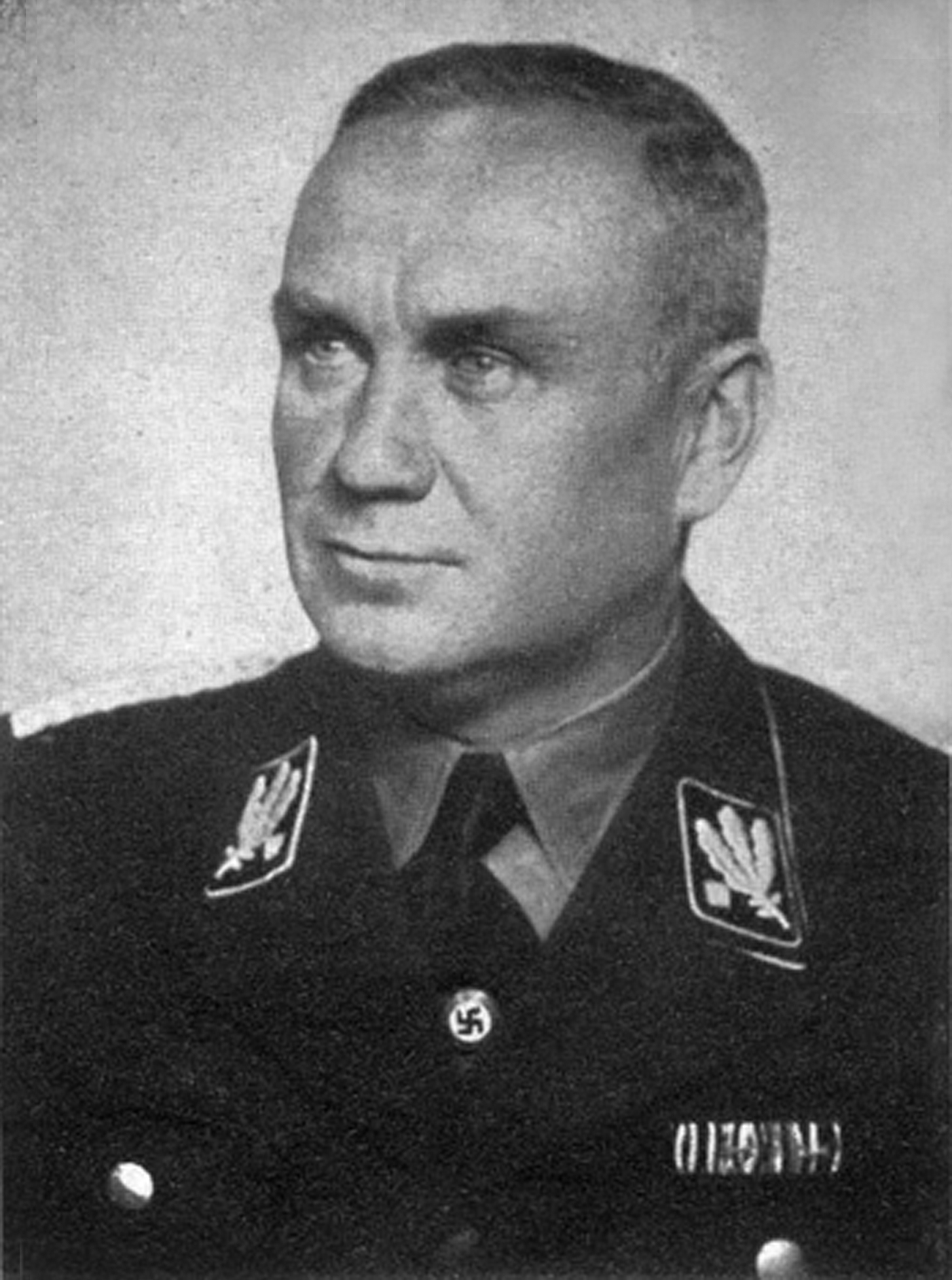
SS-Obergruppenführer Friedrich Jeckeln organiserade avrättningarna i Biķernieki.

Från juli 1941 till oktober 1944 mördade Einsatzgruppe A och Sicherheitsdienst (SD), assisterade av lettisk milis, mellan 35 000 och 46 000 människor, i huvudsak judar, i Biķernieki. Antalet offer är approximativt; några exakta siffror existerar inte. Historiker räknar med att det rör sig om cirka 20 000 judar från Lettland, Tyskland, Österrike och Böhmen-Mähren, cirka 10 000 krigsfångar och cirka 5 000 motståndskämpar.
I mars 1942 fördes mellan 1600 och 1700 interner från koncentrationslägret Jungfernhof och sköts i Biķernieki. Vid arkebuseringarna använde bödlarna den så kallade "Sardinenpackung"-metoden, utarbetad av SS-Obergruppenführer Friedrich Jeckeln, Högre SS- och polischef i Ostland. Offren fick själva kliva ner i de massgravar som hade iordningställts i förväg. De lade sig på botten av graven och sköts ihjäl. Nästa grupp lade sig på de redan döda och blev ihjälskjutna. Jeckeln menade, att man på detta vis mycket effektivt använde gravutrymme.
År 2001 invigdes ett monument i Biķernieki.